# Spitzen Leichtathletik Luzern
Spitzen Leichtathletik Luzern ist ein jährlich stattfindendes Leichtathletik-Meeting in Luzern in der Schweiz. Die erste Austragung fand 1987 statt. Seither findet es jeweils im Juli in der Leichtathletikanlage Hubelmatt bei der Swissporarena statt. Seit dem Jahr 2021 ist das Meeting Teil der World Athletics Continental Tour Silver.

## Meeting Rekorde

### Männer
| Disziplin         | Rekord           | Athlet                                                              | Nationalität       | Datum         |
| ----------------- | ---------------- | ------------------------------------------------------------------- | ------------------ | ------------- |
| 100 m             | 9,85 (+1,6 m/s)  | Yohan Blake                                                         | Jamaika            | 17. Juli 2012 |
| 200 m             | 19,86 (+1,5 m/s) | Jason Young                                                         | Jamaika            | 17. Juli 2012 |
| 400 m             | 44,45            | Butch Reynolds                                                      | Vereinigte Staaten | 1997          |
| 800 m             | 1:42,61          | André Bucher                                                        | Schweiz            | 2000          |
| 1500 m            | 3:33,92          | Anass Essayi                                                        | Marokko            | 2024          |
| 3000 m            | 7:37,15          | Dominic Lobalu                                                      | Schweiz            | 2024          |
| 5000 m            | 12:55,60         | Jacob Kiplimo                                                       | Uganda             | 2021          |
| 10.000 m          | 29:29,85         | Markus Graf                                                         | Schweiz            | 1992          |
| 110 m Hürden      | 13,02            | Mark Crear                                                          | Vereinigte Staaten | 1995          |
| 400 m Hürden      | 47,68            | Derrick Adkins                                                      | Vereinigte Staaten | 1995          |
| 3000 m Steeple    | 8:13,52          | Wilson Boit Kipketer                                                | Kenia              | 2002          |
| Hochsprung        | 2,30 m           | Yaroslav Rybakov                                                    | Russland           | 2004          |
| Stabhochsprung    | 5,75 m           | Denis Petushinsky                                                   | Russland           | 1994          |
| Weitsprung        | 8,28 m           | Dwight Phillips                                                     | Vereinigte Staaten | 2004          |
| Dreisprung        | 17,41 m          | Aarik Wilson                                                        | Vereinigte Staaten | 2007          |
| Steinstossen      | 22,12 m          | Werner Günthör                                                      | Schweiz            | 1987          |
| Diskuswurf        | 70,53 m          | Gerd Kanter                                                         | Estland            | 15. Juli 2009 |
| Speerwurf         | 94,44 m          | Johannes Vetter                                                     | Deutschland        | 11. Juli 2017 |
| Hammerwurf        | 78,66 m          | Aleksey Sokirskiy                                                   | Ukraine            | 17. Juli 2012 |
| 4 × 100 m Staffel | 39,23            | Diogo Antunes Francis Obikwelu Arnaldo Abrantes Yazaldes Nascimento | Portugal           | 17. Juli 2013 |

### Frauen
| Disziplin         | Rekord           | Athlet                                        | Nationalität       | Datum          |
| ----------------- | ---------------- | --------------------------------------------- | ------------------ | -------------- |
| 100 m             | 10,82 (+0,3 m/s) | Shelly-Ann Fraser-Pryce                       | Jamaika            | 2023           |
| 200 m             | 22,05 (+0,1 m/s) | Brittany Brown                                | Vereinigte Staaten | 2023           |
| 400 m             | 50,35            | Cathy Freeman                                 | Australien         | 1998           |
| 800 m             | 1:58,66          | Suzy Hamilton                                 | Vereinigte Staaten | 1998           |
| 1500 m            | 4:04,82          | Sarah Jamieson                                | Australien         | 2004           |
| 3000 m            | 8:45,93          | Mercy Cherono                                 | Kenia              | 17. Juli 2012  |
| 5000 m            | 15:15,14         | Stacey Chepkemboi Ndiwa                       | Kenia              | 2014           |
| 100 m Hürden      | 12,41 (+0,3 m/s) | Jasmine Camacho-Quinn                         | Puerto Rico        | 2024           |
| 400 m Hürden      | 53,63            | Janieve Russel                                | Jamaika            | 9. Juli 2018   |
| 3000 m Steeple    | 9:32,61          | Caroline Tuigong                              | Kenia              | 9. Juli 2018   |
| Hochsprung        | 1,98 m           | Stefka Kostadinova                            | Bulgarien          | 1993           |
| Stabhochsprung    | 4,81 m           | Yarisley Silva                                | Kuba               | 17. Juli 2013  |
| Weitsprung        | 6,89 m           | Erica Johansson                               | Schweden           | 1999           |
| Dreisprung        | 14,76 m          | Galina Chistyakova                            | Russland           | 1995           |
| Kugelstoßen       | 21,11 m          | Valerie Adams                                 | Neuseeland         | 17. Juli 2012  |
| Diskuswurf        | 64,09 m          | Yarelis Barrios                               | Kuba               | 8. August 2010 |
| Hammerwurf        | 69,38 m          | Samantha Borutta                              | Deutschland        | 2021           |
| Speerwurf         | 67,70 m          | Kelsey-Lee Barber                             | Australien         | 9. Juli 2019   |
| 4 × 100 m Staffel | 43,75            | Tori Bowie Mandy White Muna Lee Vashti Thomas | Vereinigte Staaten | 17. Juli 2013  |